# Asociación Deportiva Municipal Turrialba
L'Asociación Deportiva Municipal Turrialba è un club calcistico costaricano.

## Storia
L'Asociación Deportiva Turrialba è stata fondata nel 1940, e nel 1990 cambiò a Municipal Turrialba, los azucareros parteciparono alla lega maggiore fino al 1963. Nel 1964 si organizzò il primo campionato di Seconda Divisione che classificava il campione in forma diretta, e fu Turrialba la prima squadra ad ottenere un biglietto diretto alla massima categoria.
Nel campionato 1987 disputò la sua unica finale, davanti al Club Sport Uruguay. La domenica 20 marzo 1988 los turrialbeños persero 1-0 in visita, ed una settimana più tardi nel loro stadio Rafael Ángel Camacho persero 2-1.
Nel 1989 ottennero il subcampeonato, ma in quello stesso anno furono retrocessi. Il Municipal Turrialba è la squadra con più promozioni alla divisione di onore, attualmente, los azucareros hanno ottenuto 6 promozioni.
La sua ultima partecipazione nella Prima Divisione fu dal 1990 al 1997. Ritorno alla Liga de Ascenso nel 1998, dove sono stati sempre grandi protagonisti ma senza poter assaggiare i sentieri del trionfo. e è che Turrialba ha 32 anni dall'incoronarsi campione del calcio di ascenso, il suo ultimo titolo l'ottenne nel 1974.
Ma la permanenza dei turrialbeños tanto nella Prima come nella Seconda Divisione non è stata vana, poiché da questa storica squadra sono usciti grandi giocatori tali come: Erick Lonnis, Randall Rowe, Alberto Solano, Roberto Aguilar, Fabricio Arias, Federico Urrutia, Fernando Paterson, Floy Gutrie, Eduardo Valverde, Ronny Fernández, tra gli altri.

## Palmarès

### Competizioni nazionali
- Segunda División de Costa Rica: 4

1963-1964, 1968-1969, 1971-1972, 1973-1974

## Rosa 2008-2009
| N. |                       | Ruolo | Calciatore                     |
| -- | --------------------- | ----- | ------------------------------ |
|    | Costa Rica (bandiera) |       | Ricardo Albarracin Cantillo    |
|    | Costa Rica (bandiera) |       | Carlos Adrián Campos Fernández |
|    | Costa Rica (bandiera) |       | Juan Fabricio Céspedes Orozco  |
|    | Costa Rica (bandiera) |       | José Rodolfo Gómez Jamienson   |
|    | Costa Rica (bandiera) |       | Jonathan José Cisneros Chávez  |
|    | Costa Rica (bandiera) |       | Fabián Solano Ramirez          |
|    | Costa Rica (bandiera) | D     | Pablo Solano Alvarez           |

| N. |                       | Ruolo | Calciatore              |
| -- | --------------------- | ----- | ----------------------- |
|    | Costa Rica (bandiera) | P     | Carlos Quesada Hidalgo  |
|    | Costa Rica (bandiera) | D     | Gabriel Molina Madriz   |
|    | Costa Rica (bandiera) | D     | Estefan Jackson Brenes  |
|    | Costa Rica (bandiera) | D     | Paulo Solis Jiménez     |
|    | Costa Rica (bandiera) | P     | Raymundo Solano Alvarez |
|    | Costa Rica (bandiera) | C     | Luis Miguel Smith Rojas |
|    | Costa Rica (bandiera) | C     | Martín Barquero Aguilar |